# Luis Francisco Pérez
Luis Francisco Pérez (Santa Marta, 12 september 1957) is een voormalig profvoetballer uit Colombia, die als verdediger onder meer speelde voor Unión Magdalena en Deportes Tolima. Pérez nam met het Colombiaans voetbalelftal deel aan de Olympische Spelen van 1980 in Moskou, en speelde daar mee in de laatste (tegen Nigeria) van de drie groepswedstrijden.